# Ball de Panderos de Vilafranca
El Ball de Panderos de Vilafranca és un dels balls del seguici de la Festa Major de Vilafranca del Penedès. Es tracta d'un ball de panderos les primeres referències del qual són de la segona meitat del segle xix i han actuat de manera ininterrompuda a la Festa Major des del 1981, any de la recuperació del ball.

## Història

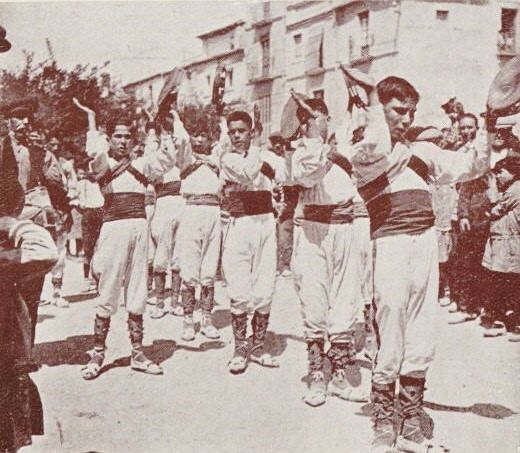
Fotografia del Ball de Panderos de Vilafranca de principis del

La primera referència del ball és del 1868, tot i que alguns autors fan recular la data fins al 1853. Les referències del ball al llarg del segle xix són constants. El nombre de balladors ha anat canviant al llarg dels anys i tradicionalment ha estat un ball exclusivament masculí, amb homes fent el paper de dones amb perruques i mirinyac. A finals de la dècada dels seixanta del segle xx el ball es trobava en procés de desaparició, atès que no hi havia prou nois per ballar-lo. És per això que un grup de noies vinculades a Club Juvenil de la Parròquia de Vilafranca liderades per Maria Juvé van formar el Ball de Panderetes de Vilafranca. Aquest ball va suposar la incorporació per primera vegada de les dones al seguici festiu. Actualment, aquests dos balls conviuen a la Festa Major des de la recuperació del ball el 1981.

## Indumentària
Els integrants del ball porten camisa de màniga llarga sense coll i pantaló llargs de color blanc amb un vió del color al lateral (vermell els homes i blau les dones). Les dones porten faixa, camalls amb cascavells, i espardenyes de vetes blaves, mentre que els homes porten la mateixa indumentària però de color vermell. Tots els integrants porten un mocador vermell llis i un mocador estampat creuats al tors i falcats a la faixa.